# Savitri Devi
Savitri Devi, eller Savitri Devi Mukherji, ursprungligen Maximiani Julia Portaz, född 30 september 1905 i Lyon, död 22 oktober 1982 i Sible Hedingham i Essex (till följd av en hjärtinfarkt) var en akademiker av fransk-grekisk härstamning, med högre examina i filosofi och kemi och fil.dr i vetenskapsteori. 
Känd för sina ariosofiska strävanden efter att föra samman hinduism och nazism; hon skrev om ämnen som matematik, ekologi, religion, språk och antik historia; men är främst omtalad för sin esoteriska filosofiska tes om Adolf Hitler som en av Vishnus avatarer, nämligen Kalki. Savitri Devi var en pionjär inom djurrättsaktivism då hon befriade djur från försökslaboratorium och förespråkade djupekologi.

## Biografi
Savitri Devis födelsenamn var Maximiani Portaz, och hon växte upp i Frankrike. Hon blev under första världskriget, till följd av krigshändelserna i Grekland, hellensk nationalist och patriot. 1928 avsade hon sig sitt franska medborgarskap och flyttade till Grekland.
Hon lärde sig franska, engelska och både modern och antik grekiska som barn. Hon kom senare att tala och skriva åtta språk flytande utan brister (franska, grekiska, engelska, tyska, isländska, italienska, hindi och bengaliska) och hade stor kunskap inom över tjugo andra språk (däribland sanskrit och urdu).

## Nazismen
Under en resa till Brittiska Palestinamandatet 1929 säger hon sig ha insett att den judeo-kristna civilisationen stod i motsats till den ariska kultur och nazistiska övertygelse hon då insåg sig vilja omfamna. 1932 reste hon, fortfarande under sitt dopnamn Maximiani Portaz, till Indien i sitt sökande efter en arisk livsåskådning. Efter att formellt ha apostaserat till hinduismen gavs hon namnet Savitri av några elever och tog därefter namnet Savitri Devi (sanskr. "Solgudinna"). 
Devi gav snart ut boken "En varning till hinduerna", där hon varnade för kristendomen och särskilt islam i Indien.
1940 gifte hon sig med Asit Krishna Mukherji, en bengalibrahmin med nazistiska böjelser, och utgivare av den protyska tidningen New Mercury. Som övertygade nazister spionerade de på brittisk personal i Indien under andra världskriget och vidarebefordrade känslig information om de allierades förehavanden till axelmakterna (Tyskland och Japan). Paret stannade i Indien till krigsslutet, och begav sig sedan till Europa, där Devi vid deras besök i Sverige träffade Sven Hedin. 
Innan Sverigebesöket, vid krigsslutet, hade Devi hamnat i en djup depression som följd av nyheten om Hitlers och Tysklands förlust och hade bland annat tänkt begå självmord vid en strand men då hon ångrade sig vände hon upp ur vattnet igen. Hon tyckte att livet vore meningslöst i en värld där Hitler inte segrade. Hedin ska dock ha varit den person som fick henne att ta sig ur depressionen.
15 juni 1948 anlände Devi och Mukherji till Tyskland, där Devi omgående började sprida pronazistisk propaganda i form av flygblad och öppet förneka Förintelsen. För detta greps hon, och ställdes inför rätta i Düsseldorf 5 april 1949, där hon dömdes till 2 års fängelse. Under de 8 månader hon avtjänade straffet lärde hon känna många fängslade nazister och SS-män. Efter frigivningen utvisades Devi till Frankrike.
Savitri Devi reste mycket i världen och förespråkade förutom hinduism och nazism även en radikal djurrätts-, och miljöpolitik. Efter andra världskrigets slut anses Devis författarskap ha haft stort idémässigt inflytande över de nynazistiska strömningarna och så kallad "esoterisk hitlerism".
Hon ansåg att mänskligheten i modern tid hade fördärvats eller degenererats och förespråkade en elitism där endast de allra mest "fulländade och perfekta liven" var något att ha. Enligt Devi var perfekta djur och träd mer värda än moderna "bastardiserade" och "degenererade" människor. Hon betraktade de industrialiserade samhällen där djur kommer till skada (till exempel i laboratorium och på cirkusar, med mera) som "värdelösa, smutsiga och ondskefulla".
Bland hennes mer kända böcker märks The Lightning and the Sun (1958) och The Impeachment of Man (skriven 1945–1946, först utgiven 1959).

## Djurrättsaktivism och ekologism
Savitri Devi blev vegan i ung ålder och hon förklarade starkt sin avsky för det hon kallade djurförtryck. I många fall ansåg hon djur vara mer värda än de flesta människor och i unga tonåren under 1920-, eller 1930-talet, bröt hon sig in i laboratorium och befriade försöksdjur. Devi bodde med sina katter som hon namngav efter deras färger, då hon ansåg att människan inte hade rätt att namnge eller äga djur.
I hennes skrifter står det att hon önskar att dödsstraffet kunde råda för människor som plågar djur eller låser in djur i burar. Hon skrev bland annat att ett samhälle som tolererar cirkusar, vivisektion och pälsindustri ej förtjänar att existera. Hon ansåg att de som hon kallade för "undermänniskor" borde ta djurens platser i vivisektion, då djuren var oskyldiga och närmast heliga i hennes ögon medan människan sågs som överbefolkad och ond.
Devi anses därför av vissa ekologister och anhängare till djurrätt vara en pionjär inom radikal djurrättsaktivism, men hon har även fått kritik inom dessa kretsar för sin nazistiska ideologi som hon ibland blandade med sin djupekologism. Hon är på grund av detta ihopkopplad med ekofascismen.